# John Robinson
John C. Robinson (Portland, Oregon, 25 de outubro de 1985) é um ator norte-americano. Ele interpretou "John McFarland" no filme de Gus Van Sant, Elefante e Stacy Peralta em Os Reis de Dogtown.
Robinson gosta de snowboarding e jogou lacrosse na escola. Também fez alguns trabalhos como modelo. E se formou em 2005 na Oregon Episcopal School .

## Filmografia
| Filmes | Filmes                                    | Filmes                 | Filmes         |
| Ano    | Título Original                           | Título (Brasil)        | Papel          |
| ------ | ----------------------------------------- | ---------------------- | -------------- |
| 2003   | Elephant                                  | Elefante               | John McFarland |
| 2004   | The Heart Is Deceitful Above All Things   | Maldito Coração        | Aaron          |
| 2005   | Lords of Dogtown                          | Os Reis de Dogtown     | Stacy Peralta  |
| 2006   | Seraphim Falls                            | À Procura da Vingança  | Kid            |
| 2007   | Transformers                              | Transformers           | Miles          |
| 2007   | Remember The Daze ,The Beautiful Ordinary | The Beautiful Ordinary | Bailey         |
| 2008   | Wendy and Lucy                            | Wendy and Lucy         | Andy           |
| 2009   | Hanging On                                | Hanging On             | Hunter         |
| 2009   | Fault Line                                | Fault Line             |                |
| 2010   | Something Wicked                          | Something Wicked       | James          |
| 2011   | The City of Gardens                       | A cidade de Jardim     | Wayne          |
| 2015   | Sky                                       | Sky                    | Motoqueiro     |